# Barycnemis funiuensis
Barycnemis funiuensis är en stekelart som beskrevs av Mao-Ling Sheng 2002. Barycnemis funiuensis ingår i släktet Barycnemis och familjen brokparasitsteklar. Inga underarter finns listade.